# 1968 у телебаченні
Список 1968 у телебаченні описує події у сфері телебачення, що відбулися 1968 року.

## Події

### Без точних дат
- Початок мовлення нового закарпатського регіонального державного телеканалу «Закарпатська ОДТРК».
- Початок аналогового мовлення телеканалу «УТ» на 10 ТВК у Вінниці[1].